# Sainte-Livrade-sur-Lot
Sainte-Livrade-sur-Lot település Franciaországban, Lot-et-Garonne megyében. Lakosainak száma 6518 fő (2022. január 1.). Sainte-Livrade-sur-Lot Casseneuil, Allez-et-Cazeneuve, Bias, Dolmayrac, Pinel-Hauterive, Saint-Étienne-de-Fougères és Le Temple-sur-Lot községekkel határos.

## Népesség
A település népessége az elmúlt években az alábbi módon változott:
| Lakosok száma | 5926 | 5785 | 5938 | 6118 | 6132 | 6298 | 6459 | 6456 | 6487 | 6518 |
|               | 1968 | 1982 | 1990 | 2006 | 2013 | 2015 | 2017 | 2019 | 2020 | 2022 |